# Плаунок Мёллендорфа
Плауно́к Мёллендорфа (лат. Selaginélla moellendórffii) — травянистое споровое растение; вид рода Плаунок семейства Плаунковые (Selaginellaceae).
Это один из представителей древних споровых высших растений, которые впервые появилась около 400 млн лет назад. В каменноугольном периоде они играли доминирующую роль в мировой флоре. У этих растений нет настоящих листьев. Как старейший сохранившийся представитель сосудистых растений, они имеют важное значение для понимания эволюции растений в целом.
Растение названо в честь немецкого малаколога Отто Мёллендорфа.
Является важным модельным организмом, особенно для сравнительных исследование в молекулярной биологии.
Геном этого вида — один из самых коротких среди высших растений (около 100 мегабаз), секвенирован в 2007 году.
| Докембрий | Фанерозой | Фанерозой | Фанерозой | Фанерозой | Фанерозой | Фанерозой | Фанерозой | Фанерозой | Фанерозой | Фанерозой | Фанерозой | Фанерозой | Эон       |
| Докембрий | Палеозой  | Палеозой  | Палеозой  | Палеозой  | Палеозой  | Палеозой  | Мезозой   | Мезозой   | Мезозой   | Кайнозой  | Кайнозой  | Кайнозой  | Эра       |
| --------- | --------- | --------- | --------- | --------- | --------- | --------- | --------- | --------- | --------- | --------- | --------- | --------- | --------- |
| Докембрий | Кембрий   | Ордо вик  | Сил ур    | Девон     | Карбон    | Пермь     | Триас     | Юра       | Мел       | Палео ген | Нео ген   |           | П-д       |
| 4567      | 538,8     | 486,85    | 443,1     | 419,62    | 358,86    | 298,9     | 251,902   | 201,4     | 143,1     | 66,0      | 23,04     |           | млн лет ← |
| 4567      | 538,8     | 486,85    | 443,1     | 419,62    | 358,86    | 298,9     | 251,902   | 201,4     | 143,1     | 66,0      | 23,04     | 2,58      |           |